# ریک فربروخه
ریک فربروخه (اسپانیایی: Rik Verbrugghe‎؛ زادهٔ ۲۳ ژوئیهٔ ۱۹۷۴) دوچرخه‌سوار اهل بلژیک است.